# Cal Tjader
Callen Radcliffe Tjader, Jr. (/ˈdʒeɪdər/), känd som Cal Tjader, född 16 juli 1925 i Saint Louis i Missouri, död 5 maj 1982 i Manila i Filippinerna, var en amerikansk latin jazz-musiker och bandledare. Han är känd som en vibrafonist som blev den främsta bandledaren med icke-latinamerikansk bakgrund inom latin jazz. Han spelade även trummor och slagverk, samt stundtals piano.
Föräldrarna var vaudevilleartister och hade svensk släktbakgrund. Cal Tjader var född i Saint Louis men växte upp i San Mateo i Kalifornien. Han avled i Filippinerna i hjärtinfarkt vid 56 års ålder under en turné.